# Graf-Wilhelm-Straße 5 (Bregenz)

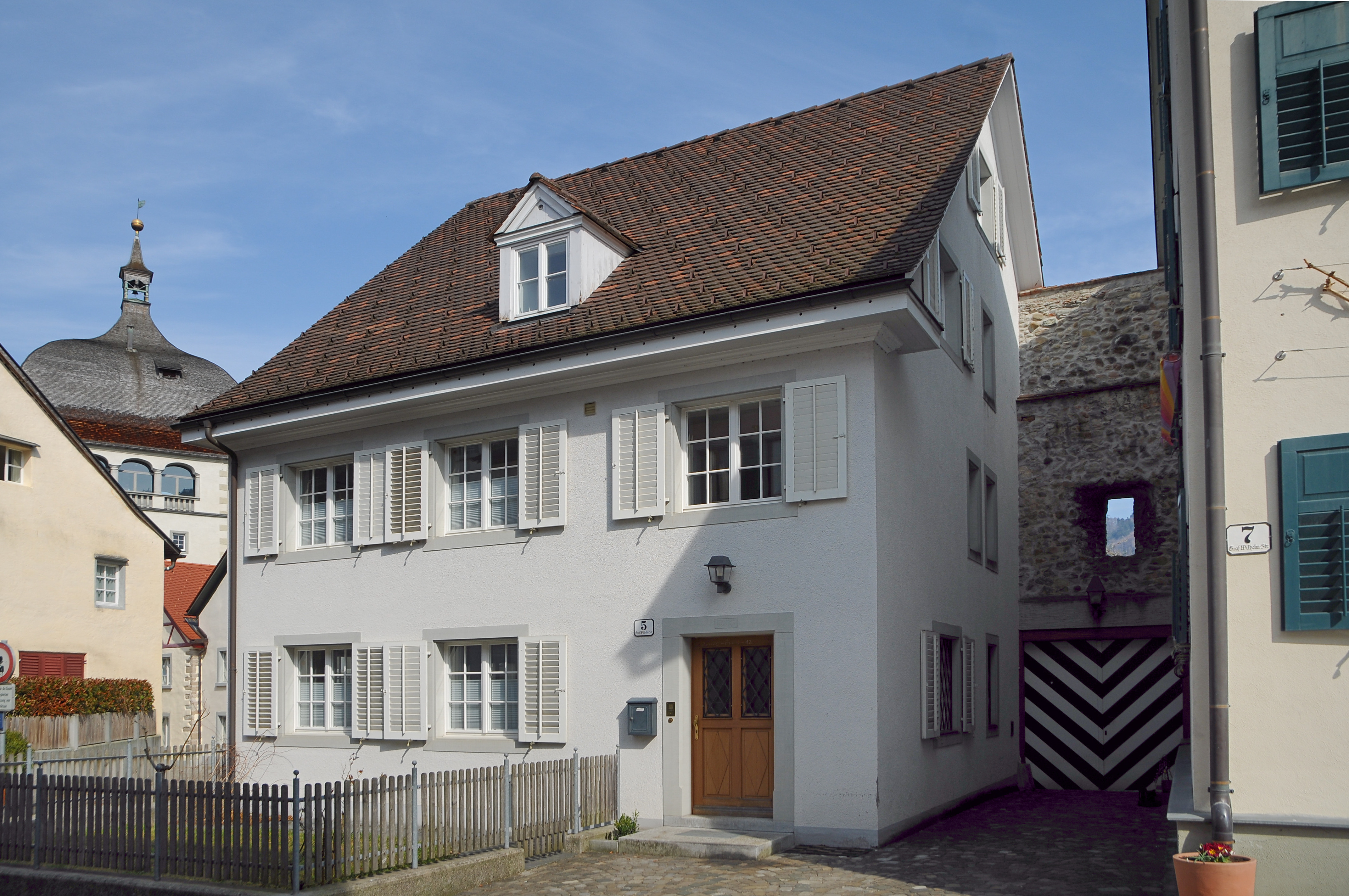
Graf-Wilhelm-Straße 5

Das Haus Graf-Wilhelm-Straße 5 ist ein Wohnhaus in der Oberstadt von Bregenz. Das Bauwerk steht unter Denkmalschutz (Listeneintrag).

## Geschichte
Das Gebäude wurde im 19. Jahrhundert erbaut, hat jedoch einen älteren Kern.

## Architektur
Das zweigeschoßige traufständige Wohnhaus ist an der Rückseite an die Stadtmauer angebaut. Auf der Stadtmauerseite ist eine dreigeschoßige Holzveranda mit großen querrechteckigen Öffnungen angebaut. Das Satteldach mit Dachhäuschen weist ein weit ausladendes hölzernes Hauptgesims auf.